# Eline Van Rooijen
Pour les articles homonymes, voir Van Rooijen.
Eline Van Rooijen, née le 29 août 2001 à Haler, est une coureuse cycliste professionnelle néerlandaise, courant à la fois sur route et sur piste.

## Biographie

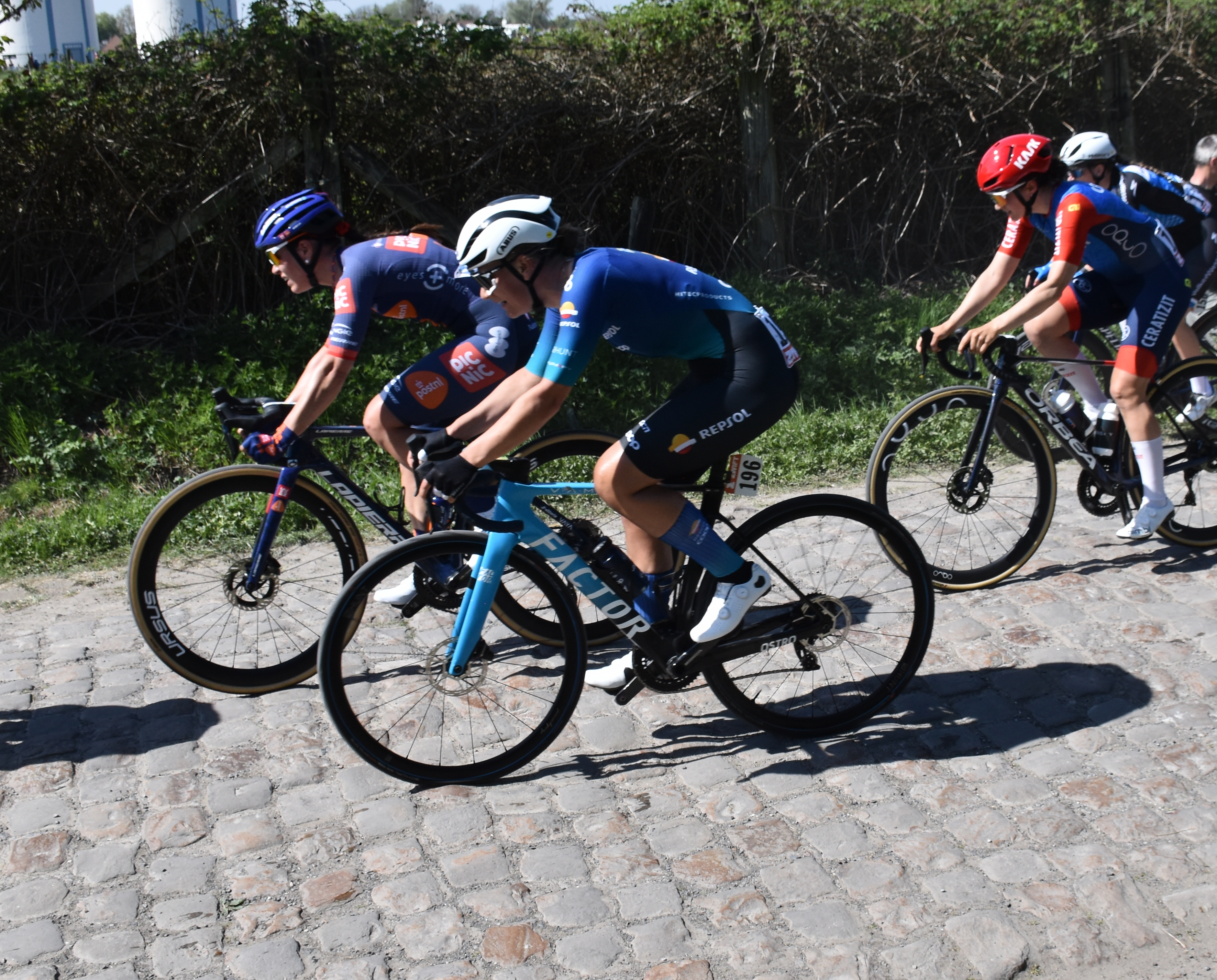
Eline Van Rooijen # 196
Paris-Roubaix 2025.

Après des saisons juniors au sein de l'équipe Watersley Race & Development CT, Eline Van Rooijen signe dans l'équipe continentale AG Insurance NXTG pour la saison 2022. 
Pour sa première saison professionnelle, elle se montre notamment dans une échappée lors de la 3e étape du Simac Ladies Tour 2022.
En 2023, alors que l'équipe AG Insurance se développe avec le rapprochement auprès de l'équipe Quick-Step-Soudal, Eline van Rooijen est basculée sur l'équipe de développement AG Insurance-NXTG U23 nouvellement créée.
Elle remporte sa première victoire élite, sur le Grand Prix Yvonne Reynders,.
Pour les saisons 2024 et 2025, elle signe auprès de l'équipe norvégienne du Team Coop-Repsol. Ce qui lui permet, notamment, de participer au Tour d'Espagne.
Au mois de mai 2024, elle s'impose sur le Tour d'Estonie féminin, faisant parler ses qualités de sprinteuse devant Olivija Baleišytė et la locale Laura Lizette Sander.
En fin de saison, elle devient championne de Pays-Bas derrière derny,.

## Palmarès sur piste
- 2024
  -  Championne des Pays-Bas de course derrière derny

## Palmarès sur route

### Par années
- 2023
  - Grand Prix Yvonne Reynders
- 2024
  - Tour d'Estonie féminin

### Résultats sur les grands tours

#### Tour d'Espagne
1 participation
- 2024 : 103e

### Classements mondiaux
| Année                                 | 2022 | 2023 | 2024 |
| ------------------------------------- | ---- | ---- | ---- |
| Classement UCI                        | 422e | 210e | 375e |
| UCI World Tour                        | 229e | nc   | nc   |
|                                       |      |      |      |
| Légende : nc = non classéSource : UCI |      |      |      |